# سیتروئن امی
سیتروئن امی (Citroën Ami) خودرویی است که در سال‌های ۱۹۶۱—۱۹۷۸در فرانسه تولید شده‌است. طراحی آن خودروهای موتور جلو-محور جلو بوده‌است.